# Meloderma richeae
Meloderma richeae är en svampart som först beskrevs av Franz Petrak, och fick sitt nu gällande namn av Parbery & Minter 1983. Meloderma richeae ingår i släktet Meloderma och familjen Rhytismataceae.   Inga underarter finns listade i Catalogue of Life.